# 202 Chryseïs
202 Chryseïs eller A901 TA är en asteroid i huvudbältet som upptäcktes den 11 september 1879 i Clinton, New York av den tysk-amerikanske astronomen Christian H. F. Peters, som upptäckte närmare femtio asteroider, småplaneter och kometer. Asteroiden namngavs efter Kryseis, trojansk prästdotter i grekisk mytologi.
Enligt uppskattningar består asteroiden främst av silikat. 